# コルネイユ・ハイマンス
コルネイユ・ハイマンス（Corneille Jean François Heymans、1892年3月28日 - 1968年7月18日）はベルギーの生理学者。血圧や血液中の酸素の含量が体の各部でどのように認識され、大脳に情報が届けられるのかということを示し、1938年度のノーベル生理学・医学賞を受賞した。

## 人物
ハイマンスは、フランデレン地域のヘントに生まれた。父親のジーン・ハイマンスの後を継ぎ、ベルギーのヘント大学の薬理学の教授となった。1929年に、博士号を持つ眼科医のベルテ・メイと結婚し、5人の子供に恵まれた。1968年、ウェスト＝フランデレン州のクノッケにて没。死因は脳卒中であった。
月の北方75.3° N, 144.1° Wの位置にあるクレーター「ハイマンス」は、彼の名前にちなんだものである。